# Spominski kovanec 104. čete za telekomunikacije SV
Spominski kovanec 104. čete za telekomunikacije SV je bil podeljen dne 21. junija 2002 prvim 12 pripadnikom današnjega 11. bataljona za zveze in elektronsko bojevanje SV in pripadnikom odseka za zveze RŠTO.

## Seznam
(ime - takratna pozicija)
- Franci Kokoravec - načelnik odseka za zveze RŠTO
- polkovnik Milko Petek - namestnik načelnika odseka za zveze RŠTO
- podpolkovnik Franci Knaflič - pomočnik načelnika odseka za zveze RŠTO
- podpolkovnik Martin Jugovec - poveljnik 104. čete za telekomunikacije SV
- major Milan Korbar - pomočnik za usposabljanje
- podpolkovnik Aleš Marič - poveljnik radiorelejnega voda
- štabni vodnik Damijan Kelenc - poveljnik oddelka
- Boštjan Berglez - poveljnik oddelka
- podpolkovnik Boris Cimprič - poveljnik radijskega voda
- stotnik Gregor Sitar - poveljnik oddelka
- štabni vodnik Matjaž Irgl - poveljnik oddelka
- Sandi Ražman - poveljnik oddelka
- Ante Bauk - logistika
- višji vodnik Ivan Zalar - voznik
- Ervin Sršen - začetnike enote namenske sestave za stacionarne zveze (posmrtno)